# 古川静二郎
古川 静二郎（ふるかわ せいじろう、1934年 - 1993年）は、日本の電子工学者。東京工業大学名誉教授。

## 人物・経歴
北海道函館市生まれ。北海道函館中部高等学校を経て、1956年東京工業大学理工学部電気学科卒業。1961年東京工業大学理工学部博士課程修了、工学博士、東京工業大学精密工学研究所助手。1963年東京工業大学精密工学研究所助教授。1973年東京工業大学精密工学研究所教授。1975年東京工業大学大学院総合理工学研究科教授。1991年日本工学アカデミー会員。1993年急逝。1994年東京工業大学名誉教授。指導学生に石原宏東京工業大学名誉教授など。

## 著書
- 『電気磁気学演習』（末松安晴と共著）オーム社 1964年
- 『電子デバイス 1』（松村正清と共著）昭晃堂1979年
- 『電子デバイス 2』（松村正清と共著）昭晃堂 1980年
- 『半導体デバイス』コロナ社 1982年
- 『SOI構造形成技術』（編著）産業図書 1987年
- 『超微細加工入門』（浅野種正と共著）オーム社 1989年
- 『電子デバイス工学』（荻田陽一郎, 浅野種正と共著）森北出版 1990年
- 『シリコン系ヘテロデバイス』（雨宮好仁と共編著）丸善 1991年